# Infinity Awards
Ocenění Infinity Awards (angl. infinity = nekonečno) začala slavnostně udělovat v roce 1985 organizace International Center of Photography, „aby se pozornost veřejnosti obrátila na vynikající úspěchy ve fotografii jednotlivců“.
Tvar ceny Infinity navrhl Louis Dorfsman jako repliku stočeného 35 mm filmu ve tvaru ležaté osmičky ve významu „prakticky nekonečných možností fotografického média“.

## Seznam ocenění
- Lifetime Achievement – za celoživotní dílo
- Cornell Capa Award
- Getty Images za celoživotní dílo
- ICP Trustees Award
- Master of Photography
- Applied/Fashion/Advertising Photography aplikovaná / módní / reklamní fotografie
- Applied Photography aplikovaná fotografie
- Fotožurnalismus
- Za umění Infinity Award for Art
- Publicistická činnost
- Publikace
- Design
- Mladý fotograf
- Zvláštní ocenění

## Seznam vítězů

### Celoživotní dílo
- 2019 – Rosalind Fox Solomonová
- 2018 – Bruce Davidson
- 2017 – Harry Benson
- 2016 – David Bailey
- 2015 – Graciela Iturbide
- 2014 – Jürgen Schadeberg
- 2013 – David Goldblatt
- 2012 – Daido Moriyama
- 2011 – Elliott Erwitt
- 2010 – John G. Morris
- 2009 – Annie Leibovitz
- 2008 – Malick Sidibé
- 2007 – William Klein
- 2006 – Lee Friedlander
- 2000 – Nathan Lyons
- 1999 – Harold Evans
- 1998 – Naomi Rosenblumová a Walter Rosenblum
- 1997 – Robert Delpire
- 1996 – Cornell Capa
- 1995 – John Szarkowski
- 1994 – Howard Chapnick
- 1993 – Stefan Lorant
- 1992 – Carl Mydans
- 1991 – Andreas Feininger
- 1990 – Gordon Parks
- 1989 – Alexander Liberman
- 1988 – Edwin H. Land
- 1987 – Harold Edgerton
- 1986 – Edward K. Thompson

### Cornell Capa Award
Cena Cornella Capy (The Cornell Capa Award, vznikla v roce 2000) je pojmenována podle zakladatele ICP Cornella Capy. Ti, kteří toto ocenění získali, patří mezi nejvýznamnější dokumentární fotografy své generace.
- 2019 –
- 2018 –
- 2017 –
- 2016 –
- 2015 – Graciela Iturbide
- 2014 – Jürgen Schadeberg
- 2013 – David Goldblatt
- 2012 – Ai Weiwei
- 2011 – Ruth Gruber
- 2010 – Peter Magubane
- 2009 – Letizia Battaglia
- 2008 – ?
- 2007 – Milton Rogovin
- 2006 – Don McCullin
- 2005 – Susan Meiselas
- 2004 – Josef Koudelka
- 2003 – Marc Riboud
- 2002 – Here is New York: a democracy of photographs
- 2001 – Mary Ellen Mark
- 2000 – Robert Frank

### Getty Images za celoživotní dílo
- 2012 –
- 2011 –
- 2010 –
- 2009 –
- 2008 –
- 2007 –
- 2006 –
- 2005 – Bruce Weber
- 2004 – William Eggleston
- 2003 – Bernd a Hilla Becherovi
- 2002 – Michael E. Hoffman (1942–2001) / Aperture Foundation
- 2001 – Roger Therond

### ICP cena správní rady
- 2012 –
- 2011 –
- 2010 –
- 2009 –
- 2008 – Diane Keatonová
- 2007 – Karl Lagerfeld
- 2006 – Getty Images / Mark Getty a Jonathan Klein

### Master of Photography
- 1999 – Arnold Newman
- 1998 – Roy DeCarava
- 1997 – Helen Levitt
- 1996 – Horst P. Horst
- 1995 – Eve Arnoldová
- 1994 – Henri Cartier-Bresson
- 1993 – Richard Avedon
- 1992 – Lennart Nilsson
- 1991 – Harry Callahan
- 1990 – Yousuf Karsh
- 1989 – Berenice Abbott
- 1988 – Alfred Eisenstaedt
- 1987 – Manuel Álvarez Bravo
- 1986 – Hiroshi Hamaya
- 1985 – André Kertész

### Aplikovaná / módní / reklamní fotografie
- 2014 – Steven Klein
- 2013 – Erik Madigan Heck
- 2012 – Maurice Scheltens a Liesbeth Abbenes
- 2011 – Viviane Sassen
- 2010 – Daniele Tamagni
- 2009 – Tim Walker
- 2008 – Craig McDean
- 2007 – Gap
- 2006 – Steven Meisel

Aplikovaná fotografie
- 2005 – Deborah Turbeville
- 2004 – Alison Jackson
- 2003 – Thái Công
- 2002 – RJ Muna
- 2001 – Philip-Lorca diCorcia
- 2000 – Hubble Heritage Project
- 1999 – Julius Shulman
- 1998 – Inez van Lamsweerde a Vinoodh Matadin
- 1997 – David LaChapelle
- 1996 – Wolfgang Volz
- 1995 – Josef Astor
- 1994 – Bruce Weber
- 1993 – Geof Kern
- 1992 – Oliviero Toscani
- 1991 – Herb Ritts
- 1990 – Annie Leibovitz
- 1989 – Joyce Tenneson
- 1988 – Guy Bourdin
- 1987 – Jay Maisel
- 1985 – Sarah Moon

### Fotožurnalistika
- 2016 – Zanele Muholiová
- 2011 – Tomas van Houtryve

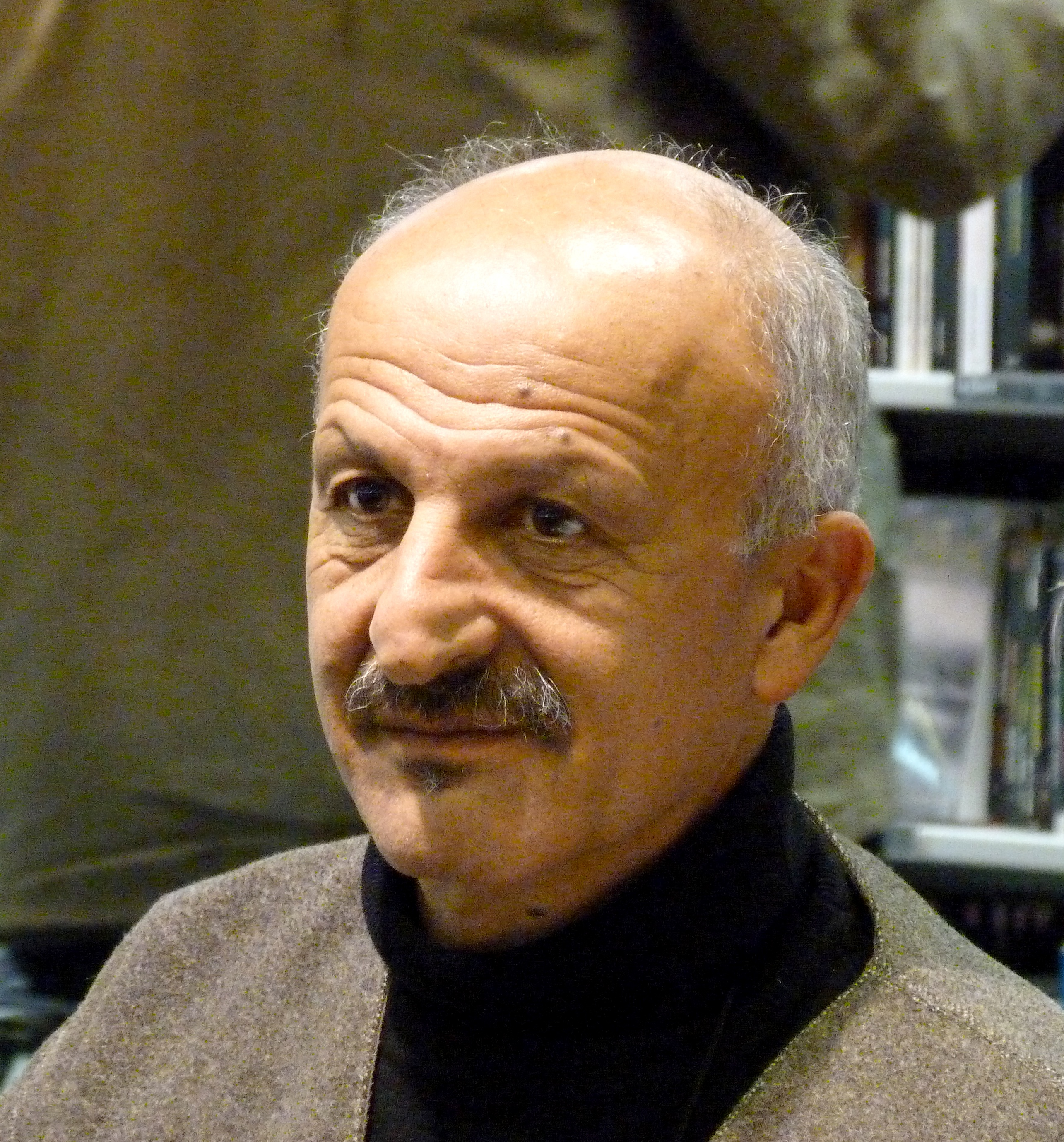
Reza Deghati

- 2014 – Stephanie Sinclair a Jessica Dimmock
- 2013 – David Guttenfelder
- 2012 – Benjamin Lowy
- 2011 – Adrees Latif
- 2010 – Reza Deghati
- 2009 – Geert van Kesteren
- 2008 – Anthony Suau
- 2007 – Christopher Morris, My America
- 2006 – Yuri Kozyrev
- 2005 – The New Yorker
- 2004 – Simon Norfolk
- 2003 – Alex Majoli
- 2002 – Tyler Hicks
- 2001 – Luc Delahaye
- 2000 – James Nachtwey
- 1999 – Alexandra Boulat
- 1998 – Steve Hart
- 1997 – Mary Ellen Mark
- 1996 – Lise Sarfati
- 1995 – Gilles Peress
- 1994 – Hans-Jurgen Burkard
- 1993 – James Nachtwey
- 1992 – Christopher Morris
- 1991 – Antonín Kratochvíl
- 1990 – Jacques Langevin
- 1989 – James Nachtwey
- 1988 – Sebastião Salgado
- 1987 – Eugene Richards
- 1986 – Sebastião Salgado
- 1985 – Alberto Venzago

### Umění
Infinity Award for Art
- 2016 – Walid Raad
- 2011 – Larry Fink
- 2014 – James Welling
- 2013 – Mishka Henner
- 2012 – Stan Douglas
- 2011 – Abelardo Morell
- 2010 – Lorna Simpson
- 2009 – Rinko Kawauchi
- 2008 – Edward Burtynsky
- 2007 – Tracey Moffatt
- 2006 – Thomas Ruff
- 2005 – Loretta Lux
- 2004 – Fiona Tan
- 2003 – Zarina Bhimji
- 2002 – Shirin Neshat
- 2001 – Andreas Gursky
- 2000 – Adam Fuss
- 1999 – Hiroshi Sugimoto
- 1998 – Sigmar Polke
- 1997 – Christian Boltanski
- 1996 – Annette Messager
- 1995 – Clarissa T. Sligh
- 1994 – Cindy Sherman
- 1993 – Anselm Kiefer
- 1992 – Doug a Mike Starn
- 1991 – Duane Michals
- 1990 – Chuck Close
- 1989 – Arnulf Rainer
- 1988 – Georges Rousse a Joel-Peter Witkin
- 1987 – Robert Rauschenberg
- 1986 – Lucas Samaras
- 1985 – David Hockney

### Publicistická činnost
- 2016 –
- 2011 – The Notion of Family, LaToya Ruby Frazier
- 2014 – Holy Bible, Adam Broomberg et Oliver Chanarin
- 2013 – The Afronauts, Cristina de Middel
- 2012 – The Worker Photography Movement [1926–1939], Musée national centre d'art Reina Sofía
- 2011 – From Here to There: Alec Soth’s America, Alec Soth
- 2010 – Looking In: Robert Frank's "The Americans", Sarah Greenough
- 2009 – Desert Cities, Aglaia Konrad
- 2008 – Bill Jay
- 2007 – David Levi Strauss
- 2006 – Geoff Dyer
- 2005 – Vince Aletti
- 2004 – Scott Sinclair
- 2002 – 2003 cena nebyla udělena
- 2001 – Eugenia Parry
- 2000 – Andy Grundberg
- 1999 – John Morris
- 1998 – Robert Coles
- 1997 – Vicki Goldberg
- 1996 – A.D. Coleman
- 1995 – Deborah Willis
- 1994 – Maria Morris Hambourg a Pierre Apraxine
- 1993 – Arthur C. Danto
- 1992 – Alan Trachtenberg
- 1991 – Anna Fárová
- 1990 – Max Kozloff
- 1989 – John Szarkowski
- 1988 – Peter Galassi

### Publikace
- 2016 –
- 2011 –
- 2014 –
- 2013 –
- 2012 –
- 2011 –
- 2010 –
- 2009 –
- 2008 – An American Index of the Hidden and Unfamiliar. Taryn Simon.
- 2007 – Sommes-Nous?. Tendance Floue.
- 2006 – Things As They Are, Photojournalism in Context Since 1955. Chris Boot Ltd.
- 2005 – Lodz Ghetto Album: Photographys by Henryk Ross. Chris Boot Ltd.
- 2004 – Diane Arbus: Revelations, Doon Arbus a Elizabeth Sussman. Random House.
- 2003 – Hide That Can, Deirdre O'Callaghan. Trolley Ltd.
- 2002 – Kiosk: A History of Photojournalism, Robert Lebeck a Bodo von Dewitz. Steidl.
- 2001 – Unclassified: A Walker Evans Anthology, Jeff L. Rosenheim a Douglas Eklund. Scalo.
- 2000 – Sumo, Helmut Newton. Taschen.
- 1999 – Juárez: The Laboratory of Our Future, Charles Bowden. Aperture.
- 1998 – REQUIEM by the Photographers Who Died in Vietnam and Indochina, Horst Faas a Tim Page, Editoři. Random House.
- 1997 – The Killing Fields, Chris Riley a Douglas Niven, Editoři. Twin Palms Publishers.
- 1996 – The Silence, Gilles Peress. Scalo.
- 1995 – Americans We, Photographs and Notes, Eugene Richards. Aperture.
- 1994 – Workers: An Archaeology of the Industrial Age, Sebastião Salgado a Lélia Wanick Salgado. Aperture.
- 1993 – The New York School of Photographs 1936–1963, Jane Livingston. Stewart, Tabori & Chang, Inc.
- 1992 – Passage, Irving Penn. Alfred A. Knopf a Callaway Editions.
- 1991 – Unguided Tour, Sylvia Plachy. Aperture.
- 1990 – On the Art of Fixing a Shadow. Bulfinch Press.
- 1989 – Exily, Josef Koudelka. Centre national de la photographie.
- 1988 – Desert Cantos, Richard Misrach. University of New Mexico Press.
- 1987 – New York to Nova Scotia, Robert Frank. Museum of Fine Arts, Houston.
- 1986 – Let Truth Be the Prejudice, W. Eugene Smith. Aperture.
- 1985 – Photo Poche. Centre national de la photographie.

### Design
- 1999 – Bart Houtman a Guido van Lier
- 1998 – J. Abbott Miller
- 1997 – Chip Kidd
- 1996 – Markus Rasp
- 1995 – Yolanda Cuomo
- 1993 – David Carson
- 1992 – Gunter Rambow
- 1991 – Gran Fury
- 1989 – Michael Rand
- 1988 – Werner Jeker
- 1987 – Hans-Georg Pospischil
- 1986 – Alan Richardson

### Mladý fotograf

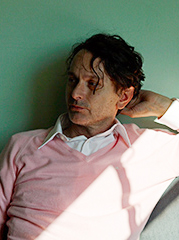
Paul Graham

- 2016 –
- 2015 – Evgenia Arbugaeva[1]
- 2014 – Samuel James[2]
- 2013 – Kitra Cahana[3]
- 2012 – Anouk Kruithof[4]
- 2011 – Peter van Agtmael[5]
- 2010 – Raphaël Dallaporta
- 2009 – Lieko Shiga
- 2008 – Mikhael Subotzky
- 2007 – Ryan McGinley[6]
- 2006 – Ahmet Polat
- 2005 – Tomás Munita
- 2004 – Tomoko Sawada
- 2003 – Jonas Bendiksen
- 2002 – Lynsey Addario
- 2001 – Elinor Carucci
- 2000 – Zach Gold
- 1999 – Nicolai Fuglsig
- 1998 – Michael Ackerman
- 1997 – Lauren Greenfield
- 1996 – Eva Leitolf
- 1995 – Sean Doyle
- 1994 – Fazal Sheikh
- 1993 – Nick Waplington
- 1992 – Klaus Reisinger
- 1991 – Walter Dhladhla
- 1990 – Miro Švolík
- 1989 – Pablo Cabado
- 1988 – Marc Trivier
- 1987 – Paul Graham
- 1986 – Anthony Suau
- 1985 – Masaaki Miyazawa

### Zvláštní ocenění
Tito lidé byli rovněž uznáni za významné jejich fotografické příspěvky.
- 2002 – Special Recognition, The New York Times, „Portraits of Grief“
- 1999 – Special Award, Professor L. Fritz Gruber
- 1994 – Special Citation, Charles Kuralt
- 1991 – Special Citation, Kazuo Suzuki
- 1990 – Curatorial Achievement, Grace Mayer
- 1988 – Certificate of Merit, Wu Yinxian